# Birs
| Energia 57 kcal 238 kJ |        |
| Szénhidrátok | 15.3 g |
| - Cukrok 12.53 g |        |
| - Étkezési rostok 1.9 g |        |
| Zsír | 0.10 g |
| Fehérje | 0.4 g  |
| Víz | 83.8 g |
| A-vitamin ekviv. 40 μg | 5%     |
| Niacin (B3-vitamin) 0.2 mg | 1%     |
| B6-vitamin 0.04 mg | 3%     |
| Folsav (B9-vitamin) 8 μg | 2%     |
| C-vitamin 15.0 mg | 18%    |
| Kalcium 8 mg | 1%     |
| Vas 0.7 mg | 5%     |
| Magnézium 8 mg | 2%     |
| Foszfor 17 mg | 2%     |
| Kálium 197 mg | 4%     |
| Nátrium 4 mg | 0%     |
| Birsalma, nyers A százalékos értékek az amerikai felnőttek számára javasolt napi mennyiségre (RDA) vonatkoznak. Forrás: USDA tápanyag adatbázis |        |

A birs (Cydonia oblonga) a rózsafélék (Rosaceae) családjába, az almaformák (Maloideae) alcsaládba tartozó Cydonia nemzetség egyetlen növényfaja, melyet illatos, birsalmának vagy birskörtének is nevezett gyümölcséért termesztenek. A meleg mérsékelt éghajlatú Délnyugat-Ázsia kaukázusi területein őshonos. A magyar „birs” szó („vastag héjú almaszerű növények neve”) ismeretlen eredetű; legkorábbi alakjai bis, biss voltak, mely utóbbiban állt elő az ss > rs elhasonulás.
Egyes lepkefajok tápláléknövénye, ezek közé tartozik az aranyfarú lepke (Euproctis chrysorrhoea), a Bucculatrix bechsteinella, Bucculatrix pomifoliella, Coleophora cerasivorella, Coleophora malivorella, Pasiphila rectangulata és a kis téliaraszoló (Operophtera brumata).
Korábban négy másik fajt is a nemzetségbe soroltak. Ezek közül a kínaibirs vagy álbirs külön nemzetségbe került Pseudocydonia sinensis néven, a másik három kelet-ázsiai faj pedig a Chaenomeles nemzetségbe.

## Jellemzői

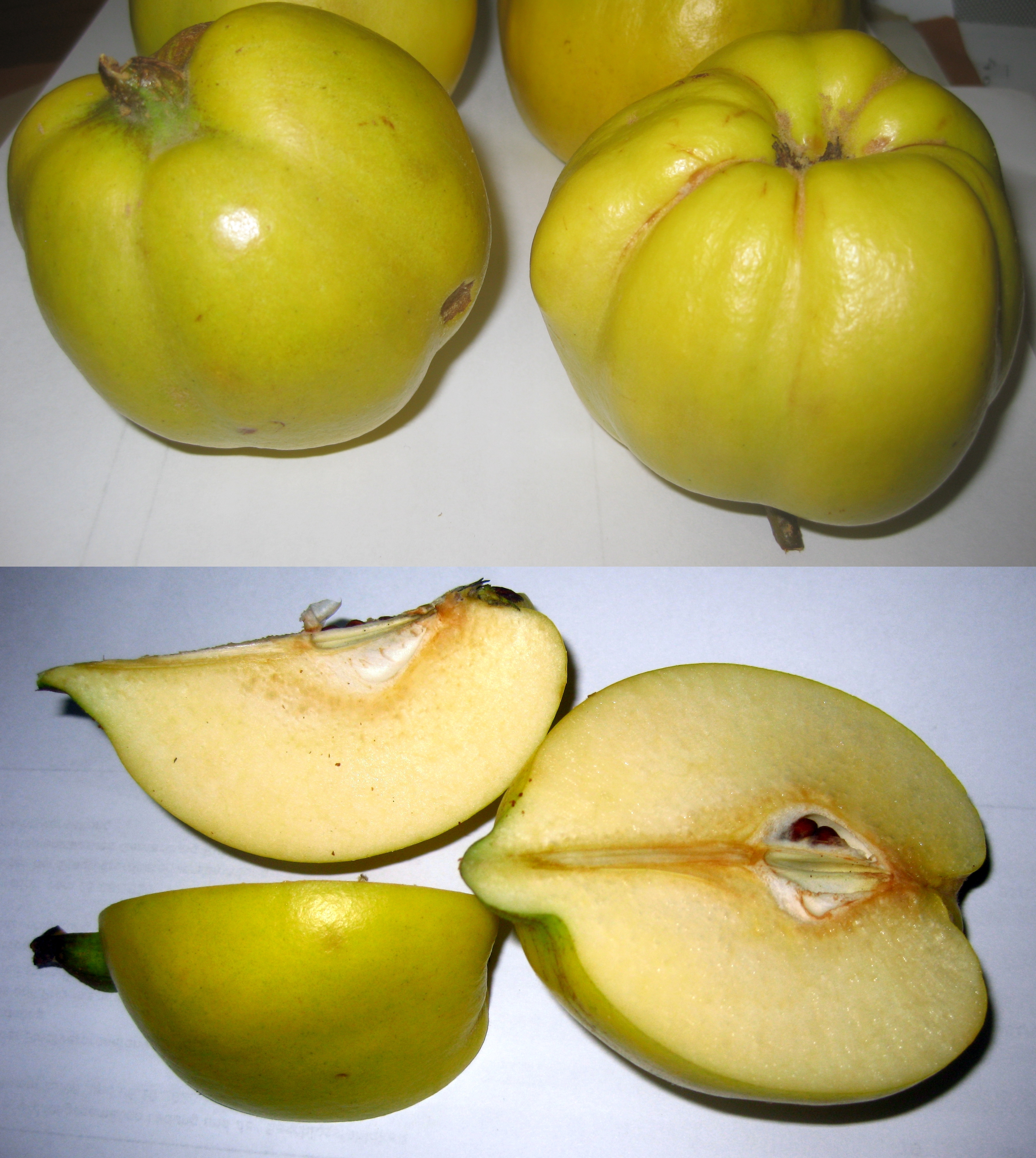
Almatermései egészben és vágva

Viszonylag kicsi, 5-8 méter magasra megnövő, 4-6 méter széles koronájú, lombhullató fa. Váltakozó állású, egyszerű levelei 6–11 cm hosszúak, épek, felül sötétzöldek, kopaszok, alul apró fehér szőrökkel sűrűn benőttek. A virágrügyek differenciálódása augusztus végén, szeptember elején kezdődik, a teljes kifejlődéshez 6-7 hónap szükséges. A levelek megjelenése után, tavasszal nyíló, rövid kocsányú, magános virágai a vegyes rügyekből fejlődő hajtások csúcsán ülnek, fehérek vagy rózsaszínek, 5 cm átmérőjűek, ötszirmúak. Április végén, május elején virágzik, így a fagyok ritkán tesznek kárt benne. Termése éretlenül zöld színű, szürkésfehér piheszőrökkel, melyek késő őszre ledörzsölődnek; az ekkorra érett, fényes aranysárga, kemény falú, erős illatú almatermés, melynek formája almára vagy körtére emlékeztető, tipikusan 7–12 cm hosszú, 6–9 cm széles (a vad példányoké csak 2,5-3,5 cm átmérőjű). A termés alakváltozatától függően beszélhetünk birsalmáról [maliformis (Mill.) Schneid] vagy a körteszerű termés [pyriformis (Dierb.) F. Zinn] esetében birskörtéről – ennek részben ellentmond, hogy ugyanazon növény is teremhet egyik évben körte, a másik évben pedig alma alakú gyümölcsöket. Általában a kevés magvú gyümölcsök megnyúltabbak.

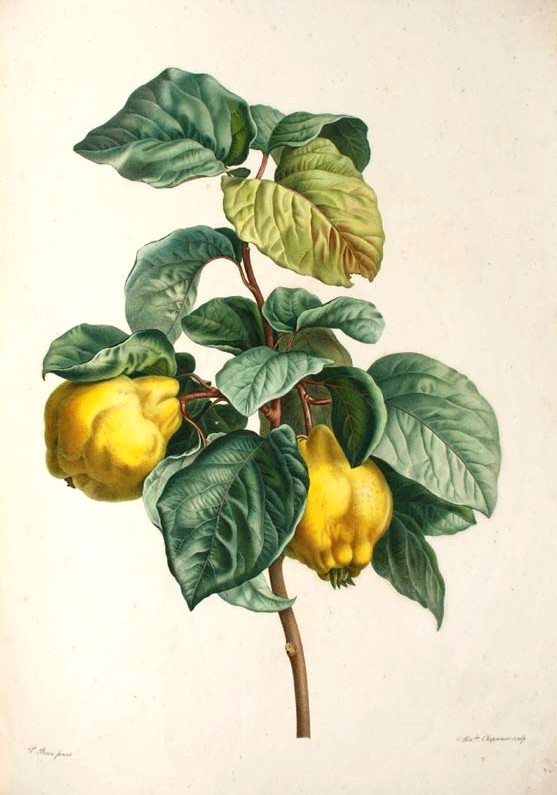
Birsről készült illusztráció

## Hatóanyagok
Kb. 20%-ban nyálkaanyagokat, 1,5%-ig amigdalint (kéksavglikozid), zsíros olajat tartalmaz.

## Felhasználása
Termése nyersen kellemesen édeskés, savanykás ízű. Finom almabor és pálinka is készíthető belőle: 2016-ban Magyarországon az év pálinkáját különböző birspálinkák összeházasításából készítették. Kemény állaga miatt azonban több munkaráfordítást igényel a tisztítása, darabolása és a préselése is, ezért kevesebben vállalkoznak rá.
Fogyasztható azonban megsütve is, de készítenek belőle gyümölcslevet, gyümölcszselét, befőttet, kompótot, gyümölcslevest, kandírozzák vagy birsalmasajtnak készítik el.
Megfőzött gyümölcshúsa alkalmas likőrök, lekvárok, húsételek ízesítésére. Savanyított káposzta eltevésénél aromaanyagként használható. Kellemes illata miatt falusi lakások hagyományos illatosítószere.
Termése pektinben gazdag, nyákoldó hatású. Természetes pektinforrásnak is használják.
A népi gyógyászat egész magvait köhögéscsillapítóként, enyhe hashajtóként alkalmazza. Kenőcsökben repedezett bőr, égési sérülések, felfekvések, aranyér kezelésére használatos, a kozmetikában kenőcsalapanyag. Nyálka- és cserzőanyagokban gazdag leve a száj és a garat enyhébb gyulladásos megbetegedéseinek, bélproblémáknak ellenszere.

## Fajtái

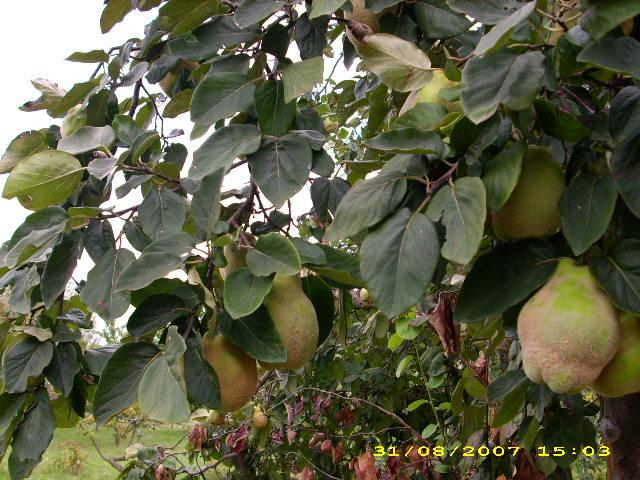
Birsalma

A világon 40-50 birsfajtát szaporítanak, ezek közül Magyarországon 10-15 fajta közismert, közülük a legelterjedtebb a Bereczki és a Konstantinápolyi birs. Mivel a birs legnagyobb része a feldolgozóiparban hasznosul, a fajtaválasztáskor a legfontosabb a gyümölcsök aromagazdagsága, minél szabályosabb alakja és a kősejtek alacsony aránya.
- Bereczki birs: világszerte ismert, régi magyar fajta. Középkorai érésű, szeptember közepétől október elejéig szüretelhető, januárig fogyasztható. Húsbarnulásra hajlamos. Gyümölcse nagyméretű (300-350 gramm), megnyúlt körte alakú vagy ovális, karcsú parás nyakkal. Termőhely iránt igénytelen, ellenálló, szárazságtűrő és télálló fajta.
- Konstantinápolyi birs: az egész világon elterjedt, igen régi fajta. Feltételezhető, hogy nem fajtát, hanem fajtakört takar az elnevezés, illetve más fajtákat is termesztenek ugyanezen név alatt. Szeptember végétől lehet szüretelni. Gyümölcse középnagy (200-250 gramm), ritkán nagy, alakja változó. Talaj szempontjából a Bereczkinél kissé igényesebb, szárazságtűrő és télálló.
- Champion: Amerikából terjedt el. Korán termőre forduló, kiegyenlített hozamú fajta. Szeptember végén, október elején szüretelhető, decemberig fogyasztható. Közepesnél nagyobb (250-350 gramm) gyümölcse zömök körte alakú. Talajra igénytelen, a fagyot kevésbé jól bírja.
- Angersi: francia eredetű fajta, Magyarországra Ukrajnából került be. Korai érésű fajta, szeptember közepén szüretelendő. Gyümölcse gömbölyű, középnagy (200-300 gramm). Tápanyagban gazdag, jó vízgazdálkodású, levegős, meleg talajra van szüksége.
- Portugál birs: világszerte elterjedt, régi fajta. Szeptember végén, október elején szedhető, decemberig fogyasztható. Korán termőre fordul, rendszeresen terem. Közepes méretű (200-300 gramm) gyümölcse zömök körte alakú. A talaj iránt igényes. Mérsékelten fagyálló és szárazságtűrő fajta.
- Leskovaci birs: Dél-Szerbiából származik. Szeptember végén, október első felében érik, decemberig, januárig fogyasztható. Korán fordul termőre, bőven és rendszeresen terem. Gyümölcse igen nagy (300-500 gramm), alakja igen változó. A termőhely iránt igénytelen, de a hűvösebb talajokat jobban kedveli.
- Dunabogdányi körte alakú: szórványosan többfelé megtalálható Magyarországon. Érési ideje a berakódottságtól függően szeptember vége vagy október eleje. Zömök, körte alakú gyümölcse középnagy (250-350 gramm). Igen ellenálló, szárazságtűrő fajta.
- Mezőtúri birs: érési ideje kései, általában október közepén szüretelhető. Zöldessárga gyümölcse középnagy (200-230 gramm). A talaj iránt nem különösebben érzékeny.
- Perbál 1 és gönci birs: egymáshoz közelálló tájfajták. Kisméretű (150-180 gramm), alma alakú gyümölcseik korán érnek.

## Fordítás
- Ez a szócikk részben vagy egészben  a   Quince című angol Wikipédia-szócikk ezen változatának fordításán alapul.  Az eredeti cikk szerkesztőit annak laptörténete sorolja fel. Ez a jelzés csupán a megfogalmazás eredetét és a szerzői jogokat jelzi, nem szolgál a cikkben szereplő információk forrásmegjelöléseként.